# Alain Goraguer
Alain Goraguer, all'anagrafe Alain Yves Réginald Goraguer (Rosny-sous-Bois, 20 agosto 1931 – Parigi, 13 febbraio 2023), è stato un compositore, arrangiatore e pianista francese.
Durante la sua carriera ha utilizzato occasionalmente svariati pseudonimi, quali ad esempio: Al Graig, Milton Lewis, Orgogoriental e Paul Vernon.

## Biografia
Ha spesso suonato a fianco di Boris Vian, Boby Lapointe, Jean Ferrat, Salvatore Adamo e Serge Gainsbourg. All'apice della carriera soprattutto negli anni sessanta e settanta del ventesimo secolo.
È ricordato al giorno d'oggi principalmente per la colonna sonora del film animato Il pianeta selvaggio (1973, René Laloux).
Goraguer è morto il 13 febbraio 2023, all'età di 91 anni.

## Discografia parziale
- Go Go Goraguer, collezione Jazz in Paris
- Jazz & cinéma Vol. 1, collection Jazz in Paris. Colonna sonora del film J'irai cracher sur vos tombes
- Jazz & cinéma Vol. 4, collection Jazz in Paris.
- Colonna sonora del film La planete sauvage.
- Le Grand Orchestre d'Alain Goraguer

### Con Serge Gainsbourg
- 1958: Du chant à la une!
- 1959: Serge Gainsbourg N°2
- 1961: L'Étonnant Serge Gainsbourg
- 1962: Serge Gainsbourg N° 4
- 1964: Gainsbourg Percussions

### Con Jean Ferrat
- 1961: Deux enfants au soleil
- 1962: La Fête aux copains
- 1963: Nuit et Brouillard
- 1964: La Montagne
- 1965: Potemkine
- 1966: Maria
- 1967: À Santiago
- 1968: 10 Grandes Chansons de Jean Ferrat
- 1969: Ma France
- 1970: Camarade
- 1971: Aimer à perdre la raison
- 1971: Ferrat chante Aragon
- 1972: À moi l'Afrique
- 1975: La femme est l’avenir de l’homme
- 1979: Les Instants volés (ou Enregistrement 1979)
- 1980: Ferrat 80
- 1985: Je ne suis qu’un cri
- 1991: Dans la jungle ou dans le zoo (ou Ferrat 91)
- 1994: Ferrat 95, poèmes d’Aragon

### Con Salvatore Adamo
1967: Inch'Allah

## Musiche per film

### Cinema
- Amour de poche, regia di Pierre Kast (1957)
- Le Corbusier, l'architecte du bonheur, regia di Pierre Kast (1957) - cortometraggio
- La trappola si chiude (Le Piège), regia di Charles Brabant (1958)
- Il colore della pelle (J'irai cracher sur vos tombes), regia di Michel Gast (1959)
- Alain Mimoun, regia di Louis Gueguen (1959) - cortometraggio documentario
- Alt! alla delinquenza (Les Loups dans la bergerie), regia di Hervé Bromberger (1960)
- La dolce età (Le Bel Âge), regia di Pierre Kast (1960)
- Les héritiers, regia di Jean Laviron (1960)
- I giganti dell'oro nero (Le Sahara brûle), regia di Michel Gast (1961)
- Une heure de suspense, regia di Pierre Chevalier (1961) - cortometraggio documentario
- Un jour à Paris, regia di Serge Korber (1962) - cortometraggio
- Una ragazza nuda (Strip-tease), regia di Jacques Poitrenaud (1963)
- A 027 da Las Vegas in mutande (Blague dans le coin), regia di Maurice Labro (1963)
- Ève sans trêve, regia di Serge Korber (1963) - cortometraggio
- La Rentrée, regia di Serge Korber (1963) - cortometraggio
- 1964: Les Temps morts, di René Laloux (cortometraggio)
- 1964: Paris Secret, d'Édouard Logereau (documentario)
- 1964: Agent spécial à Venise, d'André Versini
- 1964: La Mégère apprivoisée, di Pierre Badel (TV)
- 1965: Nick Carter et le trèfle rouge, di Jean-Paul Savignac
- 1965: Les Escargots, di René Laloux (cortometraggio)
- 1965: La Demoiselle de Saint-Florentin, di Serge Korber
- 1966: Le Dix-septième ciel di Serge Korber
- 1966: Un choix d'assassins, di Philippe Fourastié
- 1966: L'Homme de Marrakech, di Jacques Deray
- 1970: La Servante, de Jacques Bertrand
- 1971: Sur un arbre perché, di Serge Korber
- 1971: Shéhérazade, de Pierre Badel (TV)
- 1972: Les Portes de feu, di Claude Bernard-Aubert
- 1972: Michel, l'enfant-roi, di Jean Boisvert, Jean-Paul Carrère, André Téchiné e Jean-Claude de Nesle (serie TV)
- 1973: Le Silencieux, di Claude Pinoteau
- 1973: L'Affaire Dominici, di Claude Bernard-Aubert
- 1973: La Planète sauvage, di René Laloux
- 1974: Les Noces de porcelaine, di Roger Coggio
- 1974: Le Rallye des joyeuses, di Serge Korber
- 1975: La Porte du large, di Pierre Badel (TV)
- 1975: Hard Love o La Vie sentimentale de Walter Petit di Serge Korber
- 1975: Africa fuckdreams di Mike Hunter
- 1975: Au-delà de la peur, di Yannick Andréi
- 1975: La villa o Le Feu au ventre d'Alain Nauroy
- 1976: Safari porno d'Alain Nauroy
- 1976: P... comme pénétration d'Alain Nauroy
- 1976: La Fessée ou les Mémoires de monsieur Léon maître-fesseur di Claude Bernard-Aubert.
- 1976: L'Essayeuse di Serge Korber
- 1976: Du côté des tennis, di Madeleine Hartmann-Clausset
- 1977: Cailles sur canapé di Serge Korber
- 1977: Stella d'Alain Nauroy
- 1977: Sarabande porno  (o Esclaves sexuelles sur catalogue) di Claude Bernard-Aubert
- 1977: L'Aigle et la colombe, di Claude Bernard-Aubert
- 1978: Les Grandes Jouisseuses (o Fièvres nocturnes o Nuits brûlantes) di Claude Bernard-Aubert
- 1978: La Rabatteuse di Claude Bernard-Aubert
- 1978: Cuisses infernales di Claude Bernard-Aubert
- 1978: Veuves en chaleur di Claudi Bernard-Aubert
- 1978: La Grande Levrette di Claude Bernard-Aubert
- 1978: Excès pornographiques di Claude Bernard-Aubert
- 1978: Les Filles du régiment, di Claude Bernard-Aubert
- 1979: La Grande lèche di Claude Bernard-Aubert
- 1979: Auto-stoppeuses en chaleur di Claude Bernard-Aubert
- 1979: Soumission (o La Maison des phantasmes o Clarisse) di Claude Bernard-Aubert
- 1979: La Grande Mouille (o Parties de chasse en Sologne) di Claude Bernard-Aubert
- 1979: Les Suceuses o Infirmières à tout faire, di Claude Bernard-Aubert.
- 1980: Secrétariat privé di Claude Bernard-Aubert
- 1980: Le Droit de cuissage di Claude Bernard-Aubert
- 1980: Le retour des veuves di Claude Bernard-Aubert
- 1980: Croisières pour couples en chaleur di Claude Bernard-Aubert
- 1980: Histoires étranges, di Pierre Badel (feuilleton TV)
- 1980: Adieu, téléfilm di Pierre Badel
- 1980: Charlie Bravo, di Claude Bernard-Aubert
- 1980: Les Nymphomanes di Claude Bernard-Aubert
- 1980: Les Bas de soie noire di Claude Bernard-Aubert
- 1981: Garçonnières très spéciales (o Le pied-à-terre) di Claude Bernard-Aubert
- 1982: Les Femmes mariées (Dames de compagnie) di Claude Bernard-Aubert.
- 1983: Chambres d'amis très particulières di Claude Bernard-Aubert
- 1983: Initiation d'une femme mariée di Claude Bernard-Aubert
- 1983: Jakob und Adele, di Hans-Jürgen Tögel (serie TV)
- 1983: Merci Sylvestre, di Serge Korber (serie TV)
- 1983: Ich heirate eine Familie, di Peter Weck (serie TV)
- 1987: Comment Wang Fo fut sauvé, di René Laloux
- 1987: Florence ou La vie de château, di Serge Korber (serie TV)
- 1988: Adieu je t'aime, di Claude Bernard-Aubert
- 1989: Panique aux Caraïbes, di Jean-Claude Charnay et Serge Korber (serie TV)
- 1991: Bébé express, di François Dupont-Midi (TV)
- 1991: Quiproquos!, di Claude Vital (TV)
- 1992: Le réveillon, c'est à quel étage ?, di Serge Korber (TV)
- 1993: L'Œil écarlate, di Dominique Roulet
- 1994: Au beau rivage, di Serge Korber (TV)
- 1994: Le Raisin d'or, di Joël Séria (TV)
- 1995: Jeux de plage, di Laurent Cantet
- 1996: Le Galopin, di Serge Korber (TV)